# Mercado de Vallehermoso
El Mercado Municipal de Vallehermoso está ubicado en la esquina de las calles Vallehermoso y Fernando el Católico, en el distrito de Chamberíde Madrid (España).
Fue construido en 1930 e inaugurado en 1933,completando así los cuatro mercados del barrio: Chamberí (1943), el de Guzmán el Bueno, el de Olavide (desaparecido en los años 1970) y el Mercado de Vallehermoso. El ayuntamiento adquirió para ello un solar de 1890 m² a un coste de 71 pesetas el m². Las obras tuvieron un coste de 633 000 pesetas. En 1985 se acometieron obras de reparación por importe de 6 millones de pesetas. Cuenta con planta baja rectangular y semisótanos.En 2017 se ha aprovechado el pasadizo lateral para ampliar el número de puestos.
Se trata de un mercado tradicional al uso con distintos puestos como carnicerías, pescaderías, fruterías, mantequerías tradicionales, pollerías y panaderías. Recientemente ha incorporado una variada oferta gastronómica y de comida para llevar, además de interesantes actividades de ocio y animación, combinando así lo mejor de ambos mundos. Según Marina Such de El Diario del viajero:

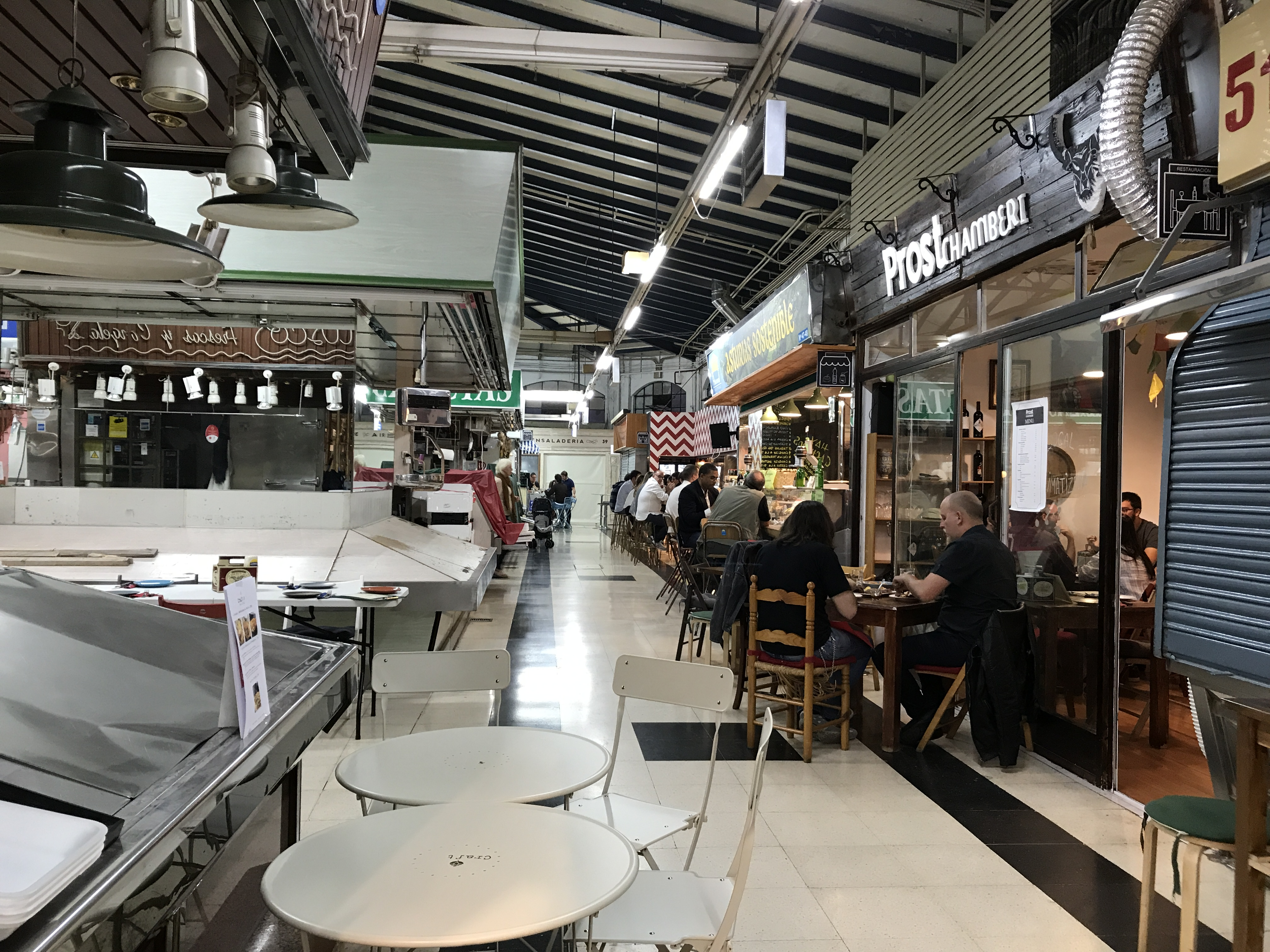
Interior.

El encanto del de Vallehermoso es que conserva todavía parte del ambiente de los mercados de abastos de siempre. No es un establecimiento completamente dedicado a los productos delicatessen, como el muy turístico de San Miguel, o a los bares, como el de San Ildefonso, sino que todavía es un poco una mezcla entre lo que está de moda y lo tradicional.